# Majornas kommunalförening
Majornas kommunalförening var en kommunalförening i Majorna i Göteborg, som bildades 1901.

## Historia
Då man från stadsdelens sida ville öka inflytandet över den kommunala politiken, diskuterades kring sekelskiftet 1900 hur en sådan lösning skulle se ut. Man ville få till stånd särskilda sammanslutningar som kunde debattera åtgärder, som man i stadsdelen ansåg särskilt viktiga att få genomförda med kommunens stöd. Genom detta kom den första idén upp till en kommunalförening. På initiativ av folkskollärare K.L. Larsén, kallades den 16 oktober 1901 till ett sammanträde med intresserade för bildande av en kommunalförening för Karl Johans församling. Mötet hölls i före detta Carlgrenska skolans slöjdsal och de närvarande var: kamrer W. Hansen, handlande A.E. Losman, kamrer A.O. Tegneberg, redaktör Otto Elander, handlande Conrad Svendsen, Karl E. Karlsson, B. Andersson samt folkskollärarna J.G. Lindqvist, Fale Schöldéen, Axel Rosén, K.J. Rosén och K.L. Larsén.
Genom annonser i stadens tidningar bjöds "röstberättigade män inom Karl Johans församling, hvilka intressera sig för bildande af en kommunalförening" in till ett konstituerande sammanträde i J A Wettergrens fabrik vid Stigbergsliden den 7 december 1901. Ett femtiotal personer infann sig, och antecknade sig på utlagda listor. De närvarande beslöt enhälligt att konstituera sig som en kommunalförening, och därmed var Karl Johans församlings kommunalförening bildad. Stadgar godkändes och en styrelse utsågs. I styrelsen invaldes K.L. Larsén med 26 röster, S. Reuterskiöld med 23, S. Düring med 21, Fale Schöldéen med 16, John Isberg med 14, K.E. Karlsson med 12 och A. Benktander med 11 röster. Den 26 mars 1902 hölls det första allmänna sammanträdet med den nybildade kommunalföreningen, och som allra första ärende kom "Önskemål ifråga om gatuförbättringar i samband med spårvägsanläggningen." År 1908 ändrades namnet till det mer hanterliga Majornas kommunalförening. De första ordföranden var: K.L. Larsén 1901–1906, Axel Rosén 1907–1908, Karl Johan Rosén 1909–1921, Johan Lindqvist 1922–1931, K. Albrechtson 1932–1933 och J.W. Spencer från 1933.